# Stazione di Mondovì
Stazione di Mondovì vasútállomás Olaszországban, Mondovì településen.

## Vasútvonalak
Az állomást az alábbi vasútvonalak érintik:
- Torino-Fossano-Savona-vasútvonal
- Mondovì-Cuneo-vasútvonal
- Bastia Mondovì–Mondovì-vasútvonal

## Kapcsolódó állomások
A vasútállomáshoz az alábbi állomások vannak a legközelebb:
- Stazione di Vicoforte-San Michele
- Stazione di Magliano-Crava-Morozzo
- Roccadebaldi railway halt (Mondovì-Cuneo-vasútvonal)
- Stazione di Mondovì Breo